# Bhairab
Bhairab és un antic riu de Bengala avui a Bengala Occidental (Índia) i a Bangladesh, que després es va convertir en canal.
Era una derivació del Ganges sorgida a Mahananda. Corria pels districtes de Murshidabad, Nadia (Bengala Occidental), Jessore i Khulna (Bangladesh) fins a desaiguar a la badia de Bengala. Fou interceptat i tallat en tres part pels rius Jalangi i Matabhanga. El curs superior es va omplir d'arena però va quedar obert altre cop per les inundacions del 1874 i va esdevenir un distributari que portava aigua al Jalangi. En el curs inferior ja a Bangladesh el corrent principal es va separar del Kabadak, inicialment només una derivació secundària però es va omplir d'arena i va esdevenir una zona de maresmes a Jessore encara que més tard el riu torna a recuperar-se i s'uneix al Madhumati en part i la resta passa al Rupsa per un estuari separat fins a la mar.
El seu nom vol dir "el terrible".